# كوسيإي شيباساكي
كوسيإي شيباساكي (باليابانية: 柴崎 晃誠) (28 أغسطس 1984 في ناغاساكي في اليابان – )؛ هو لاعب كرة قدم ياباني سابق كان يلعب كلاعب وسط.

## وصلات خارجية
- كوسيإي شيباساكي على موقع الاتحاد الدولي (مؤرشف)  (الإنجليزية)
- كوسيإي شيباساكي على موقع رابطة كرة القدم اليابانية للمحترفين (اليابانية)
- كوسيإي شيباساكي على موقع قاعدة بيانات كرة القدم.إي يو (الإنجليزية)
- كوسيإي شيباساكي على موقع Soccerway.com (الإنجليزية)
- كوسيإي شيباساكي على موقع عالم كرة القدم.نت (الإنجليزية)
- كوسيإي شيباساكي على موقع كووورة
- كوسيإي شيباساكي على موقع AS.com (الإسبانية)